# Вера Вељков
Вера Вељков-Медаковић (Баваниште у јужном Банату, 18. јул 1923 — Београд, 29. септембар 2011) била је српска пијанисткиња, универзитетски професор и клавирски педагог.

## Биографија
Нижу и средњу музичку школу „Станковић“ у Београду завршила је у класи Рихарда Шварца са највишим оценама. Музичку Академију у Београду одсек за клавир, у класи проф. Емила Хајека уписала је 6. октобра 1938. а дипломирала са деветнаест година, 12.октобра 1942. са највишом оценом као и оценом за способност - „изразита“ а поводом дипломског испита Професорски савет на седници од 15. октобра 1942. додељује јој нарочиту похвалу (Signum laudis).
Као један од најперспективнијих студената београдске Музичке Академије одлази, о свом трошку, на усавршавање у Париз 1947. године где, након пријемног испита, похађа класу клавира на Конзерваторијуму (Conservatoire de Paris) код проф. Лазара Левија у трајању од две године, а након тога још годину дана у класи Маргарите Лонг, где посећује „Les cours pour les virtuoses Français et étrangers“. Са дипломом париског Конзерваторијума враћа се у Београд наставивши већ започети рад на Музичкој академији, где остаје све до пензионисања 30. 09. 1984. године На Музичкој академији (ФМУ) прошла је реизбором сва звања, од асистента до редовног професора, а једно време је обављала и дужност шефа катедре за клавир на ФМУ.
Први солистички концерт имала је 8. априла 1943. године на Коларчевом народном универзитету у Београду. Од повратка из Париза 1950. године па све до 1983. извела је 24 различита клавирска реситала, више програма српских композитора са солистом Бисерком Цвејић у Бечу и Минхену, са делима С. Рајичића, П. Милошевића, М. Тајчевића, В. Перичића, Д. Костића и Д. Радића. Са разним оркестрима у земљи и иностранству наступала је као солиста и оркестар у Г-дуру, Моцартов концерт за клавир и оркестар це-мол, KV491, Листов концерт за клавир и оркестар Ес-дур и Равелов концерт за клавир и оркестар у Г-дуру.
Снимала је за радио и телевизију прве емисије од 1945. године закључно са 17. мартом 1982. за TВ емисију „Породичне ноте“ са симфонијским оркестром РТБ, укупно 23 емисије за Радио и три за Телевизију. Снимила је и шест емисија за Радио Дубровник као и дела српских композитора за Радио Беч. Као клавирски сарадник наступала је у Радио емисијама са солистима Вером Сушњак-Војновић, Росе Арбанас, Олгом Вукмировић и Бисерком Цвејић, са програмом српских, немачких, америчких, француских и шпанских композитора, као и црначких и индијанских песама за глас и клавир.
На клавирским реситалима посебну пажњу поклањала је делима српских композитора изводећи између осталих С. Рајичић – Рапсодија, М. Логар - Полка, М. Милојевић - Успаванка и Варијације, Д. Радић - Три прелудијума и Sonata lesta, Д. Деспић - Расположења, Д. Гостушки - Игра и Allegro furioso, П. Милошевић -Сонатина, Д. Костић - Бурлеска, М. Тајчевић - 7 балканских игара, П. Коњовић – Игра, Рихард Шварц – Мала свита (коју је аутор посветио Вери Вељков као свом најбољем ученику клавира).
Гостовала је као солиста у Аустрији, Немачкој, Француској, Румунији и свим центрима бивше Југославије.
У њеној класи клавира, као дугогодишњег професора на ФМУ, дипломирао је велики број студената, између осталих Димитрије Доријан, Живојин Здравковић, Бранко Пивнички, Загорка Сабљић, Павле Јанковић, Драгиша Савић, Драгољуб Катунац, Габријела Егете, Милош Велимировић (САД), Весна Лукић, Есма Мусић, Димитрије Обрадовић, Душан Максимовић, Борис Черногубов, Снежана Кончар, Љиљана Јевтић, Душица Урошевић, Катарина Инхоф, Ивана Трајковић, Лидија Каенацо, композитори Рудолф Бручи, Берислав Поповић, Мирјана Живковић, Властимир Трајковић, и други.
Била је члан Удружења музичких уметника Србије.
Била је супруга Дејана Медаковића.

## Галерија
- Вера Вељков Медаковић, концерт у Дубровнику (1960)
- Програм концерта Вере Вељков-Медаковић, који се одржао у Задужбини Илије М. Коларца, 5. маја 1952. године.
- Програм концерта Вере Вељков-Медаковић, који се одржао у Задужбини Илије М. Коларца, 5. новембра 1951. године.
- Програм концерта Вере Вељков-Медаковић, који се одржао у Задужбини Илије М. Коларца, 1953. године.